# Rhododendron rugosum
Espèce
Rhododendron rugosum est une espèce de rhododendrons originaire de Bornéo.